# Andreas Johnson
Pour les articles homonymes, voir Johnson.
Jon Erik Andreas Johnson, dit Andreas Johnson, né le 22 mars 1970 à Bjärred, près de Lund (Suède), est un auteur-compositeur-interprète suédois de pop rock.

## Biographie

### Enfance
Ses parents étant musiciens de jazz, il passe la majeure partie de son enfance à les suivre sur les routes et dans les clubs suédois, mais également à l'étranger. Ses frères l'influencent beaucoup musicalement, ainsi que des artistes tels que David Bowie ou les Beatles, puis il trace sa voie selon son propre style.

### Début de carrière
Dans les années 1990, il monte le groupe Planet Waves, qui sort un album en 1994. Après sa séparation en 1997, Andreas Johnson poursuit seul sa carrière, avec notamment la diffusion de deux albums : Cottonfish Tales, et Liebling qui contient la chanson Glorious (utilisée dans une publicité de la marque Nutella).

## Discographie

### Simples
- 1994 : Lost Religion (avec le groupe Planet Waves)
- 1995 : 
  - Ain't That a Shame (groupe Planet Waves)
  - Superficial (Planet Waves)
- 1997 : 
  - Cruel (début en solo)
  - Seven Days
- 1999 : 
  - Glorious
  - The Games We Play
- 2000 : People
- 2002 : 
  - Shine
  - End of the World
  - Waterfall
- 2005 : Show Me Love[1]
- 2006 : 
  - Sing for Me
  - Fools Like Us
  - Sunshine Of Mine
- 2007 : 
  - A Little Bit Of Love
  - Go For The Soul
- 2008 : 
  - Lucky Star (avec Carola Häggkvist)
  - One Love (avec la même C. Häggkvist)
  - Do You Wanna Dance
- 2009 : Escape
- 2010 : 
  - We Can Work It Out
  - Solace
- 2011 : 
  - One Man Army
  - Buzzin'
  - Idag Kommer Aldrig Mer (avec Niklas Strömstedt, sous le pseudonyme Hagsätra Sport)
- 2012 : Lovelight
- 2013 : Vintersaga

### Albums
- 1995 : Brutal Awakenings (avec le groupe Planet Waves)
- 1997 : Cottonfish Tales
- 1999 : Liebling
- 2002 : Deadly Happy
- 2005 : Mr. Johnson, Your Room Is On Fire
- 2006 : Mr. Johnson, Your Room Is On Fire (version 2)
- 2007 : The Collector (compilation)
- 2008 : Rediscovered
- 2010 : Tour Edition (compilation)
- 2012 : Village Idiot

## Note
1. ↑  selon l'article WP du chanteur dans sa langue maternelle, le suédois. Avec quatre croix de saint André, voire lettres X horizontales, à la place des quatre lettres du mot love [amour], sur la pochette du single : .